# Ravne (Mirna, Slovenija)
Ravne je naselje u slovenskoj Općini Mirna. Ravne se nalazi u pokrajini Dolenjskoj i statističkoj regiji Jugoistočnoj Sloveniji. 

## Stanovništvo
Prema popisu stanovništva iz 2002. godine naselje je imalo 10 stanovnika.